# Hippodamia variegata
Hippodamia variegata este o specie de buburuză cu puncte negre ce aparține familiei Coccinellidae, subfamilia Coccinellinae.

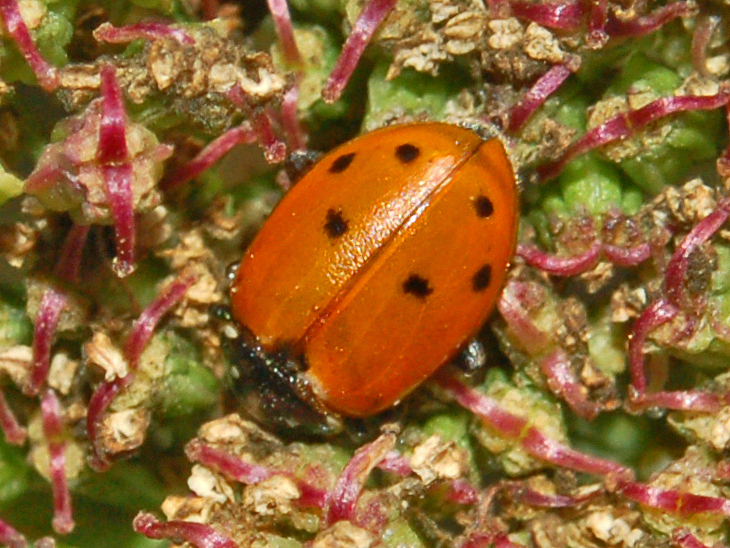
Hippodamia variegata var. costellata

Se găsește în întreaga Europă, în partea estică a ecozonei paleoarctice, în Orientul Apropiat, în Africa de Nord și în unele regiuni estice.
Capul este de culoare alb-gălbui cu un punct central în formă de mască. elitrele sunt roșii cu un număr variabil de puncte negre (număr ce variază de la zero la treisprezece). 
Adulții cresc până la o mărime de 3 - 6 mm și pot fi întâlniți din luna martie până în luna octombrie. Principala lor sursă de hrană sunt afidele. 

## Subspecii
- Hippodamia variegata variegata (Goeze, 1777)
- Hippodamia variegata doubledayi (Mulsant, 1850)
- Hippodamia variegata variegata var costellata - Laicharting
- Hippodamia variegata variegata var undecimpunctata  - Schrank
- Hippodamia variegata var novempunctata  - Schrank